# Circasia
Circasia – miasto w Kolumbii, w departamencie Quindío.